# Episodi di Armstrong Circle Theatre (quinta stagione)
La quinta stagione della serie televisiva Teatro di Armstrong (Armstrong Circle Theatre) è stata trasmessa in anteprima negli Stati Uniti d'America dalla NBC tra il 31 agosto 1954 e il 28 giugno 1955.
In Italia questa stagione è stata trasmessa da Telecapri News dal 31 dicembre 2010 al 22 marzo 2011.
| nº | Titolo originale              | Titolo italiano | Prima TV USA      | Prima TV Italia  |
| -- | ----------------------------- | --------------- | ----------------- | ---------------- |
| 1  | The Beautiful Wife            |                 | 31 agosto 1954    | 31 dicembre 2010 |
| 2  | The First Born                |                 | 7 settembre 1954  |                  |
| 3  | Judy and Me                   |                 | 14 settembre 1954 |                  |
| 4  | Explosion                     |                 | 21 settembre 1954 |                  |
| 5  | The Judged                    |                 | 28 settembre 1954 |                  |
| 6  | The Runaway                   |                 | 5 ottobre 1954    |                  |
| 7  | Half a Hero                   |                 | 12 ottobre 1954   |                  |
| 8  | Lie Detector                  |                 | 19 ottobre 1954   |                  |
| 9  | Scandal That Rocked Paris     |                 | 26 ottobre 1954   |                  |
| 10 | Fred Allen's Sketchbook       |                 | 9 novembre 1954   |                  |
| 11 | Flare-Up                      |                 | 16 novembre 1954  |                  |
| 12 | Brink of Disaster             |                 | 23 novembre 1954  |                  |
| 13 | The Contender                 |                 | 30 novembre 1954  |                  |
| 14 | H Is for Hurricane            |                 | 7 dicembre 1954   |                  |
| 15 | Hit a Blue Note               |                 | 14 dicembre 1954  |                  |
| 16 | Ring Twice for Christmas      |                 | 21 dicembre 1954  |                  |
| 17 | Runaway Fast!                 |                 | 28 dicembre 1954  |                  |
| 18 | Save Me from Treason          |                 | 4 gennaio 1955    |                  |
| 19 | The Fatal Trap                |                 | 11 gennaio 1955   |                  |
| 20 | The Invisible Handcuffs       |                 | 18 gennaio 1955   |                  |
| 21 | Thunder in the House          |                 | 25 gennaio 1955   |                  |
| 22 | Ladders of Lies               |                 | 1º febbraio 1955  |                  |
| 23 | No Room to Breathe            |                 | 8 febbraio 1955   |                  |
| 24 | I Found Sixty Million Dollars |                 | 15 febbraio 1955  |                  |
| 25 | Sudden Disaster               |                 | 22 febbraio 1955  |                  |
| 26 | Stay Away Stranger            |                 | 1º marzo 1955     |                  |
| 27 | Crack-Up                      |                 | 8 marzo 1955      |                  |
| 28 | Trapped                       |                 | 15 marzo 1955     |                  |
| 29 | TV or Not TV                  |                 | 22 marzo 1955     |                  |
| 30 | Buckskin                      |                 | 5 aprile 1955     |                  |
| 31 | Leap for Freedom              |                 | 12 aprile 1955    |                  |
| 32 | The Secret of Emily du Vane   |                 | 19 aprile 1955    |                  |
| 33 | Fight for Tomorrow            |                 | 26 aprile 1955    |                  |
| 34 | Crisis                        |                 | 3 maggio 1955     |                  |
| 35 | The Hallelujah Corner         |                 | 31 maggio 1955    |                  |
| 36 | East of Nowhere               |                 | 17 maggio 1955    |                  |
| 37 | The Narrow Man                |                 | 24 maggio 1955    |                  |
| 38 | Perilous Night                |                 | 31 maggio 1955    |                  |
| 39 | The Honorable Mrs. Jones      |                 | 14 giugno 1955    |                  |
| 40 | Time for Love                 |                 | 21 giugno 1955    |                  |
| 41 | Moment of Truth               |                 | 28 giugno 1955    | 22 marzo 2011    |